# Treuchtlingen
Treuchtlingen ist eine Stadt im südlichen Teil des mittelfränkischen Landkreises Weißenburg-Gunzenhausen. Die Eisenbahnerstadt bildete einstmals das zentrale Schnellzug-Streckenkreuz Bayerns. Sie ist auch durch den Treuchtlinger Marmor bekannt.

## Geografie

### Geografische Lage
Treuchtlingen liegt im Süden des Landkreises Weißenburg-Gunzenhausen in der Region Westmittelfranken im Naturpark Altmühltal am südlichen Ende des Hahnenkamms, einem Nebengebirge der Fränkischen Alb, und wird von der Altmühl durchflossen, die hier eine nach Süden gezogene Talaue bildet. Es ist ein staatlich anerkannter Erholungsort mit Heilquellen-Kurbetrieb (Altmühltherme). Im Südwesten bei Auernheim liegen Ausläufer der Monheimer Alb, im Norden der Weißenburger Alb. Im Osten führt die Bundesstraße 2 (B2) vorbei.
An der Altmühl liegen neben dem Kernort die Gemeindeteile Bubenheim, Zollmühle, Ziegelmühle und Dietfurt. Auf dem Gebiet der Stadt münden unter anderem der Lohgraben, die Östliche Rohrach, die wasserreiche Schambach, der mäandernde Möhrenbach und der Hungerbach in die Altmühl. Nördlich von Treuchtlingen trennt die Europäische Hauptwasserscheide die Einzugsgebiete von Rhein und Donau voneinander. Im Gemeindeteil Graben gibt es einen ansehnlichen Rest der Fossa Carolina, eines im Frühmittelalter von Karl dem Großen über die Wasserscheide gebauten Kanals. Im Stadtgebiet gibt es mehrere Feuchtgebiete, einige Steinbrüche mit Treuchtlinger Marmor und das Naturschutzgebiet Schambachried.
Während das nördliche Drittel des Gemeindegebiets von einer weiten Offenlandschaft mit Wiesen und Feldern eingenommen wird, liegen im Süden weite Wälder wie der Grottenhof und bewaldete Berge wie der Patrich, der Viersteinberg, der Mühlberg und der Uhlberg, der Kirschbühl, der Moselstein und der Nagelberg. Weitere bedeutende Erhebungen sind der Bubenheimer Berg, der Gehäubichel, der Geißberg, der Schmalenberg, der Schellenberg, der Ecklestein, der Hausberg, der Hirschberg, der Holzberg, der Kühberg, der Lämmerberg und der Lenzbühel. Treuchtlingen ist mit 103 Quadratkilometern die flächengrößte Gemeinde des Landkreises Weißenburg-Gunzenhausen.

### Nachbargemeinden
Die Nachbargemeinden sind:
| Markt Berolzheim, Heidenheim       | Weißenburg in Bayern, Alesheim, Markt Berolzheim | Weißenburg in Bayern |
| Heidenheim, Polsingen, Wolferstadt | Kompassrose, die auf Nachbargemeinden zeigt      | Pappenheim           |
| Wolferstadt, Otting                | Langenaltheim, Monheim                           | Langenaltheim        |

### Gemeindegliederung
Es gibt 54 Gemeindeteile (in Klammern ist der Siedlungstyp angegeben):
- Auernheim (Pfarrdorf)
- Bergnershof (Einöde)
- Bonhof (Weiler)
- Bubenheim (Kirchdorf)
- Dickmühle (Einöde)
- Dietfurt i.MFr. (Pfarrdorf)
- Dornmühle (Einöde)
- Eichhof (Einöde)
- Eulenhof (Weiler)
- Falbenthal (Dorf)
- Freihardt (Weiler)
- Fuchsmühle (Weiler)
- Graben (Kirchdorf)
- Grönhart (Weiler)
- Gstadt (Weiler)
- Gundelsheim (Kirchdorf)
- Haag b.Treuchtlingen (Dorf)
- Hagenau (Weiler)
- Hagenhof (Einöde)
- Heunischhof (Einöde)
- Hürth (Einöde)
- Kästleinsmühle (Einöde)
- Kellerhaus (Weiler)
- Kohlmühle (Einöde)
- Lehnleinsmühle (Einöde)
- Mattenmühle (Einöde)
- Metzenhof (Einöde)
- Möhren (Pfarrdorf)
- Möhrenberg (Einöde)
- Naßwiesen (Einöde)
- Neufang (Weiler)
- Neuheim (Einöde)
- Obere Papiermühle (Einöde)
- Oberheumödern (Dorf)
- Rutzenhof (Einöde)
- Sägmühle (Einöde)
- Schambach (Kirchdorf)
- Schertnershof (Einöde)
- Schlittenhart (Dorf)
- Schmarrmühle (Einöde)
- Schürmühle (Einöde)
- Siebeneichhöfe (Weiler)
- Spielhof (Einöde)
- Steinbruch (Einöde)
- Treuchtlingen (Hauptort)
- Untere Papiermühle (Einöde)
- Unterheumödern (Weiler)
- Weinbergshof (Einöde)
- Wettelsheim (Pfarrdorf)
- Wieshof (Weiler)
- Windischhausen (Kirchdorf)
- Ziegelhütte (Einöde)
- Ziegelmühle (Einöde)
- Zollmühle (Einöde)

Außerdem gibt es folgende Wohnplätze: Melchershof, Maierhof, Untermühle, Hartschuster sowie die Siedlung Patrich.
Es gibt auf dem Gemeindegebiet die Gemarkungen Auernheim, Bubenheim, Dietfurt in Mittelfranken, Grönhart, Haag bei Treuchtlingen, Schambach, Treuchtlingen, Wettelsheim und Windischhausen. Die Gemarkung Treuchtlingen hat eine Fläche von 12,040 km². Sie ist in 3735 Flurstücke aufgeteilt, die eine durchschnittliche Flurstücksfläche von 3223,68 m² haben. In ihr liegen neben dem namensgebenden Ort die Gemeindeteile Eulenhof, Gstadt, Heunischhof, Kästleinsmühle, Möhrenberg, Sägmühle, Schmarrmühle, Siebeneichhöfe und Ziegelhütte.

### Dialektgeographie
Treuchtlingen liegt in einem Gebiet, in dem sich ostfränkische und bairische Dialektmerkmale mischen. Westlich von Treuchtlingen begegnen die ostfränkischen und bairischen Mundarten auch dem Schwäbischen, weshalb auch von der Dreistammesecke die Rede ist. Westlich von Treuchtlingen trafen sich allmählich in die Wälder hineinrodende Verkehrsgemeinschaften, deren sprachliche Eigenheiten im Prinzip erst nach der sogenannten Völkerwanderung im Mittelalter und in der Frühneuzeit entstanden waren.

## Geschichte

### Bis zum 19. Jahrhundert
Die Ortschaft zählt zu den ältesten Siedlungen im Treuchtlinger Raum. Kelten, Römer und Franken haben ihre kulturellen Spuren hinterlassen. Eine interdisziplinäre Forschung der Technischen Universität Berlin aus dem Jahr 2010 sieht das bei Claudius Ptolemäus historisch belegte Setuacotum als Vorgängerort Treuchtlingens. Unter karolingischer Herrschaft entstand 793 nördlich der Stadtmitte im Gemeindeteil Graben der Karlsgraben als erster Wasserweg zwischen Rhein / Main und Donau. Die Stadt selbst wurde zum ersten Mal im Jahre 899 (als Drutelinga) urkundlich erwähnt. 1044 wurde der Ort als Heiratsgut von Agnes mit Kaiser Heinrich III. erwähnt. Um die Mitte des 12. Jahrhunderts wurde die erste Burg errichtet, auch Obere Veste genannt. Die erhaltene Burgruine wird seit Mitte der 1970er Jahre durch die Fördergemeinschaft Burg Treuchtlingen e. V. betreut. Um das Jahr 1400 wurde Treuchtlingen zum Markt erhoben, 1495 durch einen Großbrand weitgehend zerstört. Nach dem Tod Gottfried Heinrichs Graf zu Pappenheim in der Schlacht bei Lützen 1632 und dem Erlöschen der Treuchtlinger Linie nach dem Tod seines Sohnes Wolf Adam im Duell mit Martin Maximilian von der Goltz fiel Treuchtlingen 1647 an die Markgrafen von Ansbach, nach der Mediatisierung 1809 wurde es Teil des Königreichs Bayern.

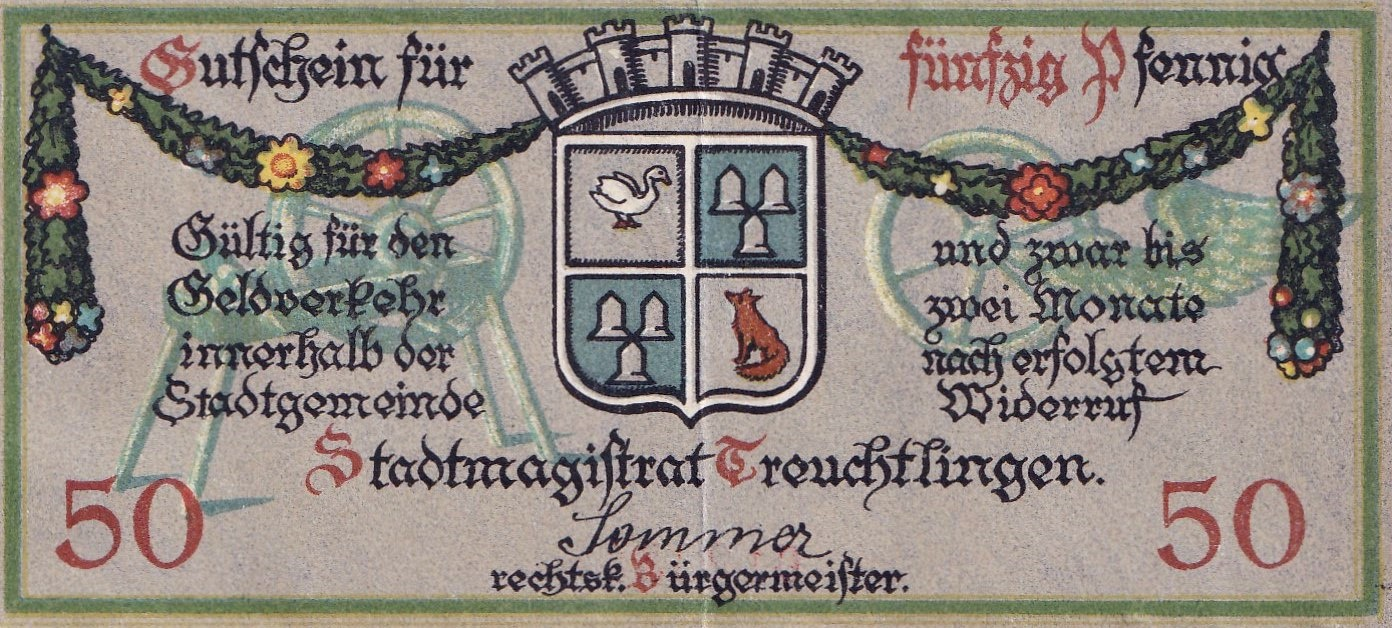
50 Pfennig-Notgeldschein, Treuchtlingen (1918), mit Unterschrift von Bürgermeister Emil Sommer († 1936)

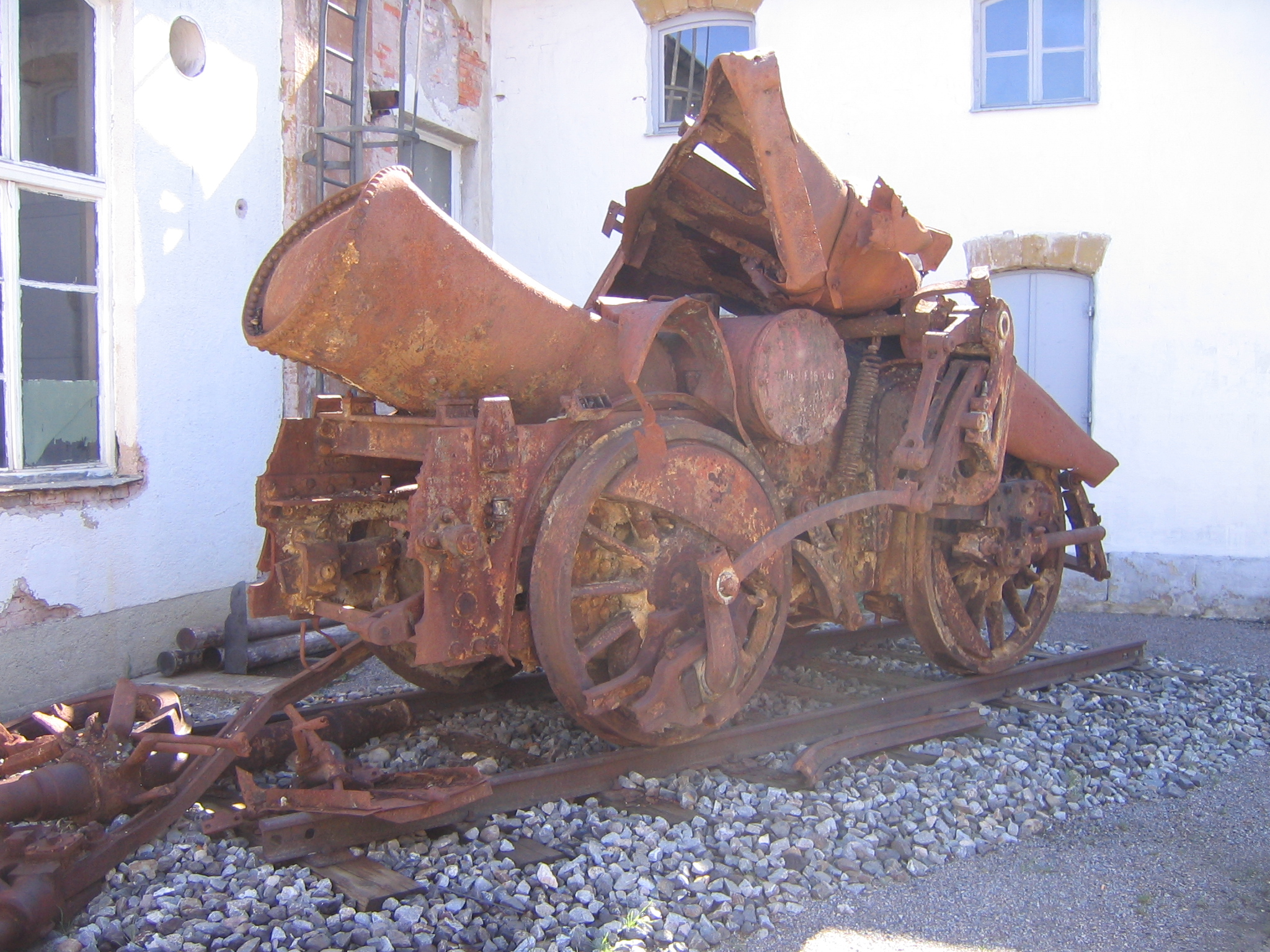
Wrackteile einer Dampflokomotive, die beim zweiten Bombenangriff zerstört wurde

Bis ins 19. Jahrhundert war Treuchtlingen ein handwerklich orientierter Marktflecken. Die Treuchtlinger Hafner waren bekannt, das „Treuchtlinger Geschirr“ war überregional von Bedeutung. Weiterhin gab es seit 1774 die „Leonische Tressen- und Seidenmanufaktur“, die ihre Waren weltweit vertrieb. Der Bau der ersten Bahnstrecke München-Ingolstadt-Treuchtlingen–Gunzenhausen im Jahr 1869 und der dazugehörigen Infrastruktur brachte einen rasanten Aufschwung und machte Treuchtlingen zur Eisenbahnstadt. Um 1875 wurde das erste Krankenhaus gebaut. Die Einwohnerzahl stieg von 2000 in diesem Jahr auf über 3000 im Jahr 1895. 1898 erhielt Treuchtlingen durch Prinzregent Luitpold das Stadtrecht.

### 20. und 21. Jahrhundert
Ab 1917 amtierte der verdienstvolle, parteilose Bürgermeister Emil Sommer, ein Sohn des gleichnamigen Druckereibesitzers in Grünstadt. Er wurde 1933 wegen seines jüdischen Großvaters vertrieben. Am 23. Februar 1945 erfolgte gegen 11:00 Uhr ein Luftangriff (Operation Clarion) auf den Bahnhof Treuchtlingen, in dem gerade der Fronturlauberzug SF 2046 anhielt. Die Passagiere des Zuges flüchteten in die Bahnsteigunterführung, die einen Volltreffer erhielt. In der Bahnsteigunterführung starben 300 Menschen, insgesamt wurden im Bahnhof und der Umgebung fast 600 Menschen getötet und weitere 900 verletzt. Die meisten der Bombenopfer sind in der Gedenkstätte der Kriegsgräberfürsorge auf dem Nagelberg beigesetzt.
In der Unterführung, die seit einem Bahnhofsumbau 2004 die Gleise jedoch an anderer Stelle untertunnelt, erinnert eine Marmortafel an die Opfer. Bei einem zweiten Angriff am 11. April 1945 wurden keine Menschen getötet, aber unter anderem eine Dampflokomotive vom Typ Bayerische G 3/4 H zerstört. Ein Teil des Wracks wurde im Verlauf des Umbaus gefunden und befindet sich mittlerweile im Bayerischen Eisenbahnmuseum in Nördlingen.

### Eingemeindungen
Im Zuge der Gebietsreform in Bayern wurden am 1. April 1971 die Gemeinden Bubenheim und Graben eingegliedert. Am 1. Juli 1971 kamen Grönhart und Schambach hinzu. Ein Teil der aufgelösten Gemeinde Haag bei Treuchtlingen folgte am 1. Januar 1972. Aus dem aufgelösten Landkreis Gunzenhausen kamen schließlich am 1. Juli 1972 noch Auernheim, Wettelsheim und Windischhausen sowie aus dem aufgelösten Landkreis Donauwörth Gundelsheim und Möhren hinzu. Dietfurt schloss die Reihe der Eingemeindungen am 1. Mai 1978 ab.

### Zur Herkunft des Ortsnamens
Nach einer älteren These steckt im Ortsnamen Treuchtlingen der Personenname Truhtilo. Die Grundschüler durften daher früher das Verslein lernen: „Von Truhtilo dem Alemannen (oder auch Alamannen) hat Treuchtlingen seinen Namen.“ Die Sage berichtet, dass sich nach dem Limes-Durchbruch der Alamannen um 233 n. Chr. alamannische Gruppen an einer Furt der Altmühl niedergelassen haben. Daraus wurde später „Das Dorf des Truhtilo“, Truhtiolingen und schließlich Treuchtlingen.
Dieser Personenname ist aber nirgends belegt. Nach Joachim Grzega ist vielmehr davon auszugehen, dass die ursprüngliche unbekannte Namensform schon früh an das Wort *truht ‘Bündnis’ und später an das Wort triu ‘treu’ angelehnt worden ist (derartige Formen von Volksetymologie finden sich auch bei anderen Ortsnamen).

### Die jüdische Gemeinde

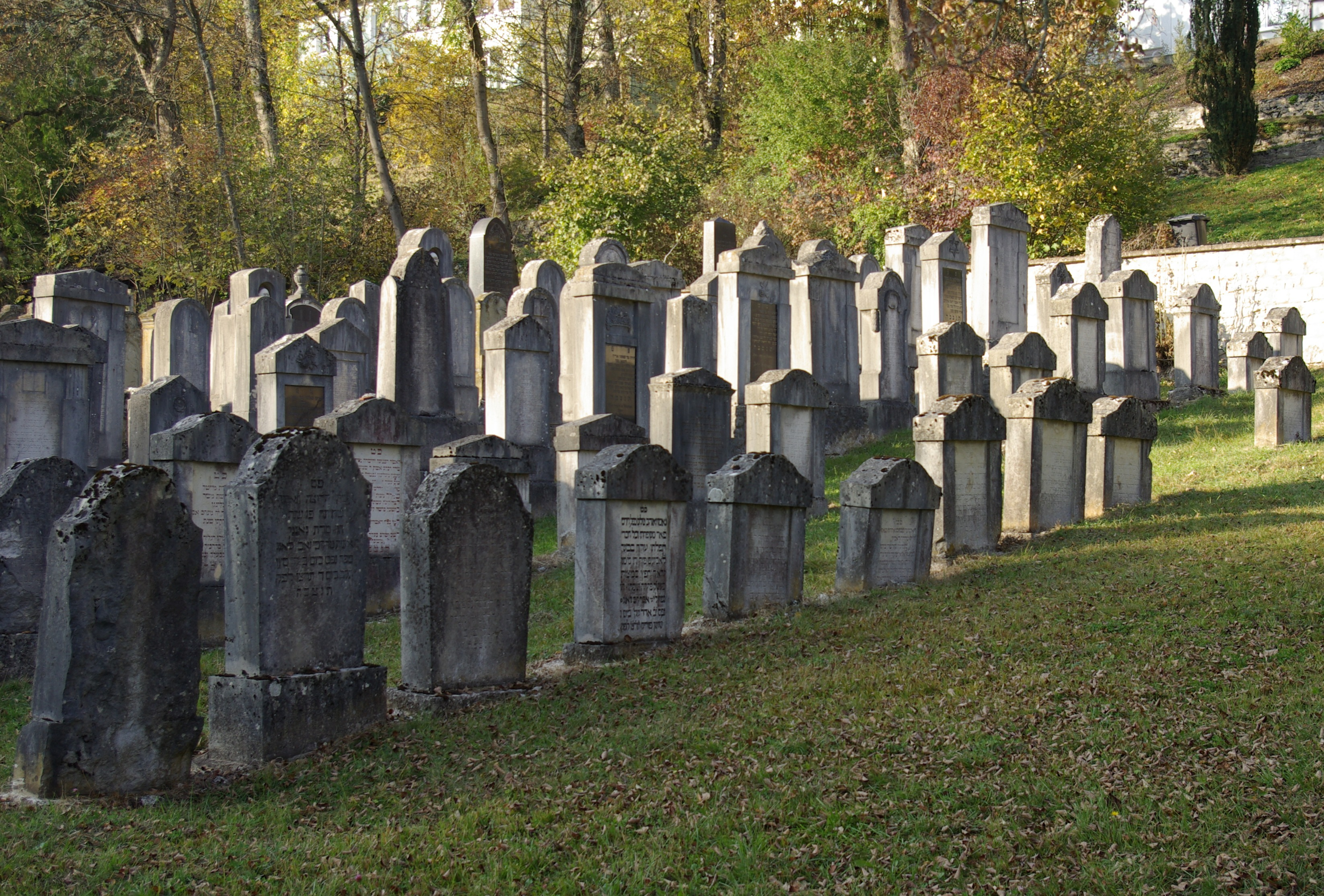
Jüdischer Friedhof in Treuchtlingen, 2011

In Treuchtlingen lebten Juden vom Mittelalter bis zum 20. Jahrhundert (1939). Eine erste Erwähnung erfolgt im Zusammenhang mit der Verfolgung in der Pestzeit 1348/49, von der auch die hiesigen Juden betroffen waren. Die Entstehung der neuzeitlichen Gemeinde geht in die Zeit des 17./18. Jahrhunderts zurück. Im Laufe des 18. Jahrhunderts entstand in Treuchtlingen eine der bedeutendsten jüdischen Gemeinden in Bayern. Die Zahl der jüdischen Einwohner erreichte 1837 mit 288 Personen (17,7 Prozent von insgesamt 1.590 Einwohnern) einen Höhepunkt. Um 1925 wurden noch 115 Gemeindeglieder gezählt. Mehrere jüdische Vereine prägten das Gemeindeleben. Den jüdischen Familien gehörten zahlreiche Handels- und Gewerbebetriebe mit einer erheblichen wirtschaftlichen Bedeutung für die Stadt. Heute erinnert fast nur noch der jüdische Friedhof an die jahrhundertelange jüdische Geschichte in der Stadt. 1990 wurde dort ein Gedenkstein für die jüdischen Opfer der Shoa aus dem Ort aufgestellt. Seit 2009 erinnert eine Gedenkstele neben dem ehemaligen Judenstadel, der heutigen Stadtbibliothek, an alle jüdischen Familien, die einst in Treuchtlingen lebten.

### Gemeindeteile
- Auernheim liegt auf dem Hahnenkamm (634 m ü. NHN) und hat etwa 700 Einwohner. Entstanden dürfte dieses ehemalige Freibauerndorf im 6. bis 8. Jahrhundert sein, die Ersterwähnung erfolgte allerdings erst 1057/75. Auernheim ist der höchstgelegene Ort Mittelfrankens. Die evangelisch-lutherische Kirche St. Georg auf dem Kirchberg, der eine Weitsicht zur Weißenburger Bucht, zur Altmühlalb, zum Ries und an Föhntagen bis zu den Alpen bietet, gilt als eine der schönsten Kirchen der Gegend. Sie weist außergewöhnliche bäuerlich-barocke Emporenmalereien mit Szenen aus dem Leben Jesu auf, die der Maler Johann Jakob Brenner 1680 geschaffen hat.
- Bubenheim liegt unmittelbar an der Altmühl (420 bis 440 m ü. NHN) und zieht sich um den Bubenheimer Berg, auf dem Gesteinsarten aus dem Riesauswurf (Meteoriteneinschlag vor fünfzehn Millionen Jahren) zu finden sind. Der Ort hat rund 410 Einwohner. Er wurde bereits im 8. Jahrhundert erwähnt, denn 792 besuchte Karl der Große Bubenheim anlässlich des Baus der Fossa Carolina. In der Nähe des Dorfes befindet sich ein Fluggelände.
- Dietfurt in Mittelfranken hat rund 450 Einwohner, bildet den Eingang zum Altmühltal und liegt auf einer Höhe von 400 m ü. NHN. Der Ort wurde bereits 802 erstmals erwähnt, als Reginsind, die Tochter eines fränkischen Adeligen, ihre Besitzungen dem Kloster St. Gallen übergab. Im Mittelalter zählten zu den wichtigsten Grundherren die Marschälle von Pappenheim.
- Falbenthal liegt auf einer Höhe von 520 m ü. NHN und wurde erstmals 1250 als „Walwental“ im Besitz des Klosters Wülzburg erwähnt. Da sich die Ortsbezeichnung als Flurname („Siedlung ifdasm fahlen Tal“) erklären lässt, dürfte die Gründung nicht vor dem 12. Jahrhundert erfolgt sein. Mit dem Kloster Wülzburg gelangte der Ort Ende des 14. Jahrhunderts auch in den Besitz der Markgrafen von Brandenburg-Ansbach. 1608 belehnten sie Hans von Buchholz zu Helfenberg mit Falbenthal. 1642 wurde das Gut vom Obristen Johann von Leubelfing erworben. Heute dient das einstige Gutsschloss nur noch als Wohngebäude.
- Graben: Das kleine (etwa 200 Einwohner), 410 m ü. NHN gelegene Dorf trägt seinen Namen vom Karlsgraben (Fossa Carolina), von dem hier noch heute Erdwälle und Bodenaushebungen zeugen. Dazu ist in der Hüttinger Scheune eine Karlsgrabenausstellung untergebracht, die den Bau aus der Zeit vor über 1200 Jahren anschaulich rekonstruiert. Sehenswert ist auch die evangelisch-lutherische Kirche St. Kunigund, die gut erhaltene spätgotische Fresken birgt. Das Dorf liegt am Fuße des Nagelberges, auf dessen Plateau sich ein so genannter Hexentanzplatz befindet.
- Grönhart liegt auf einer Höhe von 425 m ü. NHN auf einer Schwemmsandhöhe, wovon der Ort auch seinen Namen (Siedlung am sandigen Wald) herleitet. Da es sich dabei auch um einen Flurnamen handelt, dürfte der Ort wohl erst im 11. oder 12. Jahrhundert entstanden sein. Urkundlich wurde er erstmals 1251 genannt. Das ortsansässige Rittergeschlecht starb wohl im 13. Jahrhundert aus. In den darauffolgenden Jahrhunderten waren das Kloster Wülzburg, die Wiriche von Treuchtlingen und die Marschälle von Pappenheim dort begütert. In unmittelbarer Nähe des Dorfes befindet sich die europäische Hauptwasserscheide. Dort wurde 1984 ein Brunnen aufgestellt, der sein Wasser in zwei Rinnsale entlässt. Der eine fließt über die Altmühl der Donau zu, der andere über die Schwäbische Rezat zum Main und Rhein.

- Gundelsheim hat etwa 500 Einwohner und liegt im Möhrenbachtal (460 bis 480 m ü. NHN). Der Ort wurde erstmals 1065 genannt und besitzt eine kleine Kirche mit barocker Ausstattung. Geologisch interessant ist der Marmorsteinbruch. Dort liegt Auswurfgestein des Rieses sichtbar auf dem Kalkstein, was seinerzeit US-amerikanische Astronauten veranlasste, während ihres geologischen Trainings im Nördlinger Ries im August 1970 Gundelsheim einen Besuch abzustatten. Verwendet wurde dieser Marmor beispielsweise im Berliner Flughafen Tempelhof.
- Haag liegt auf einer Höhe von 515 m ü. NHN und wurde erstmals 1214 als Besitz des Marschalls von Pappenheim erwähnt. Da 1360 die Güter jedoch dem Kloster St. Walburg in Eichstätt gehörten und die Marschälle lediglich das Vogteirecht ausübten, ist es wegen dieser Besitzverhältnisse wahrscheinlich, dass der Ort im 12. Jahrhundert vom Kloster St. Walburg gegründet wurde. Der Name bedeutet „bei der eingehegten Stelle“. Auf einem Geländevorsprung liegen die Überreste einer Burg, die 1263 von Ludwig dem Strengen zerstört worden sein soll.

- Möhren liegt im Möhrenbachtal (455 m ü. NHN) und hat rund 580 Einwohner. Sehenswert sind das ehemalige Schloss der Pappenheimer Grafen und die römisch-katholische Pfarrkirche Mariä Himmelfahrt mit ihrer reichhaltigen Barockausstattung.
- Oberheumödern liegt auf einer Höhe von 500 m ü. NHN. Urkundlich wurde der Ort 1403 erwähnt, als Wirich und Jobst von Treuchtlingen ihn verpfändeten. 1596 waren die Marschälle von Pappenheim-Treuchtlingen die Besitzer, von denen der Ort an die Markgrafen von Brandenburg-Ansbach überging. Sehenswert ist das Schulhaus von 1813, in dem bis 1932 unterrichtet wurde.

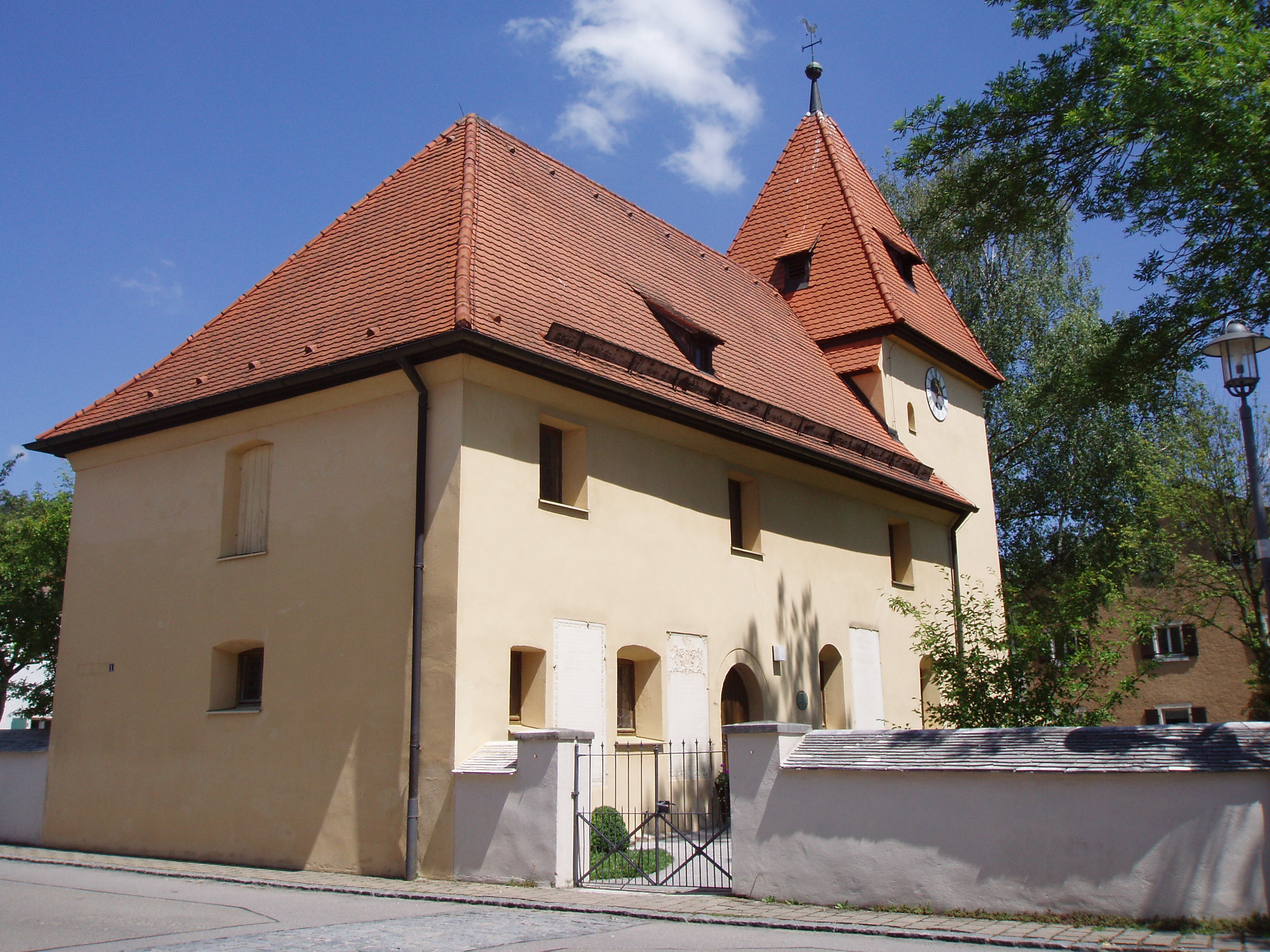
Schambach bei Treuchtlingen, Willibaldskirche

- Schambach liegt nahe Treuchtlingen am Eingang des landschaftlich reizvollen Schambachtals (411 bis 520 m ü. NHN) und hat etwa 700 Einwohner. Ausgrabungen ergaben, dass an diesem verkehrsgünstig gelegenen Ort von jeher Menschen gesiedelt haben. Urkundlich wurde „Scammaha“ zum ersten Mal 802 erwähnt. Die Kirche geht auf eine bereits im 8. Jahrhundert bestehende Willibaldskirche zurück. Ihr gedrungener Bau überragt kaum die Häuser des Ortskerns.
- Schlittenhart wurde erstmals 1306 erwähnt, als Graf Ulrich von Truhendingen dem Ritter Konrad von Rechenberg den Ort „Slitenhart“ verkaufte. Seit 1486 gehörte der Weiler zum Kloster Heidenheim und mit diesem später den Markgrafen von Brandenburg-Ansbach.
- Unterheumödern, wohl im 12. Jahrhundert entstanden, wurde 1286 erstmals erwähnt, als das Kloster Wülzburg Ulrich von Mittelburg Einkünfte aus den Gütern Möhrenberg, Wolfhausen und „haemedern“, die es zuvor von diesem erhalten hatte, zubilligte. Später gehörte es dem Deutschen Orden in Ellingen, danach Wirich und Ulrich von Treuchtlingen. Im 15. Jahrhundert wurde der Weiler an das Kloster St. Klara in Nürnberg verpfändet. 1596 gehörten dem Marschall von Pappenheim-Treuchtlingen, später den Markgrafen von Brandenburg-Ansbach zwei Höfe und ein Haus zu „Vndterheumödern“. Heute sind im Ort nur noch zwei Vollerwerbsbetriebe ansässig.

- Wettelsheim liegt am Fuße der Hahnenkammberge Patrich und Viersteinberg (450 m ü. NHN) und hat rund 1500 Einwohner. Der Ort ist wohl bereits im 5./6. Jahrhundert entstanden. Ältestes Gotteshaus im Ort ist die Martinskirche am Fuße des Patrichberges. Sie wurde im 13. Jahrhundert dem Kloster Wülzburg zugeteilt. Bei der Renovierung von 1958 traten Fresken aus der Zeit um 1058 zu Tage. Sehenswert ist der Schreinaltar von 1515 und besuchenswert der Wettelsheimer Keller.

- Windischhausen ist in das reizvolle östliche Rohrbachtal eingebettet (480 m ü. NHN) und hat rund 150 Einwohner. Urkundlich wurde es erstmals 1057 erwähnt, als die erste Kirche geweiht wurde. Im Laufe der Zeit waren dort die Grafen von Treuchtlingen, das Kloster Wülzburg, Kloster Rebdorf und Heidenheim begütert. Der Ortsname leitet sich vermutlich von der Volksgruppe der Slawen (windisch = slawisch) ab.

## Politik

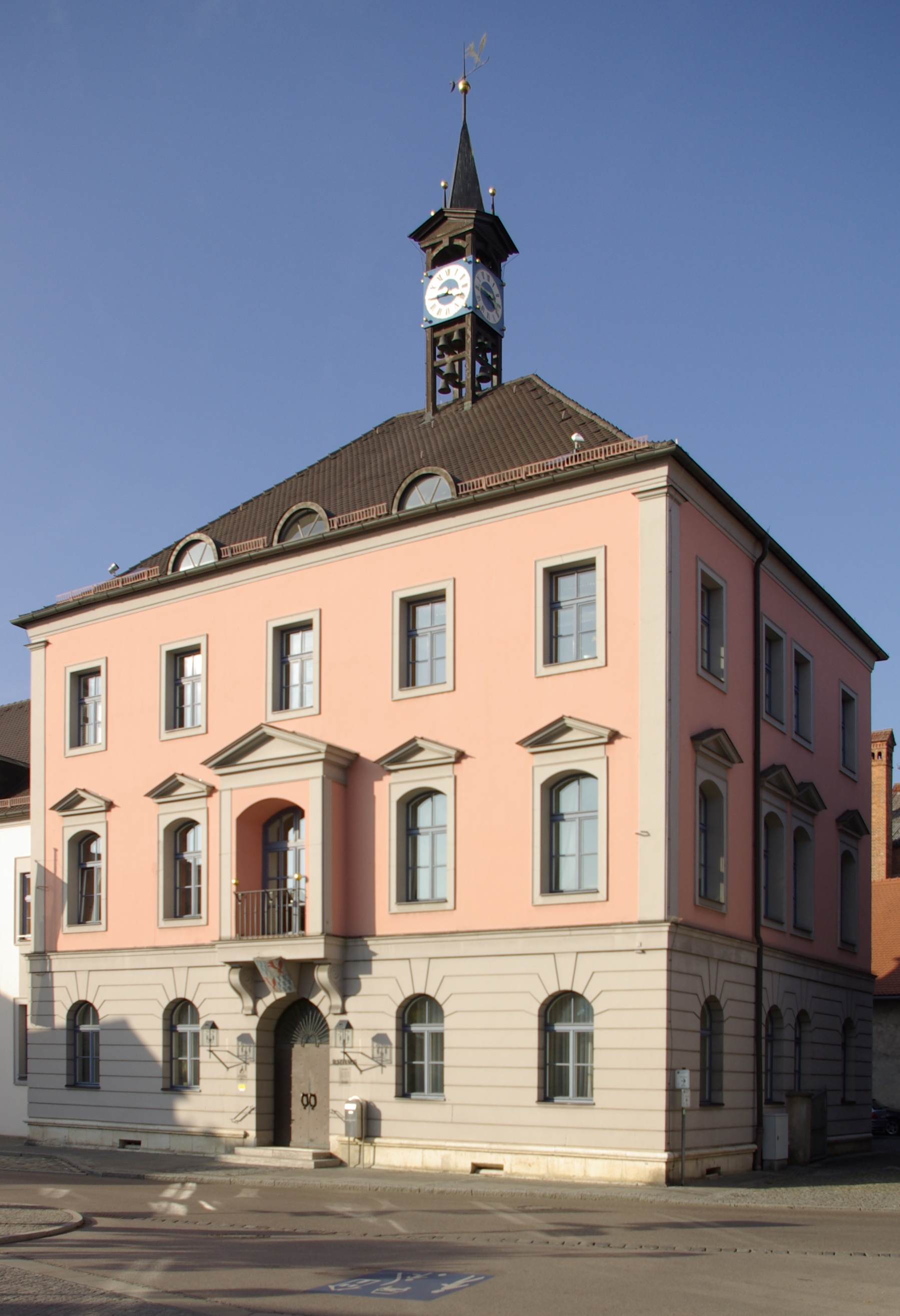
Das Rathaus, 2011

### Stadtrat
Die 24 Sitze des Stadtrates verteilen sich wie folgt:
|      | CSU | SPD | FDP | FW/UFW | Treuchtlinger Bürgerliste | Junge Gemeindebürger | Gesamt   |
| 2002 | 10  | 9   | 1   | 2      | 2                         | −                    | 24 Sitze |
| 2008 | 10  | 9   | −   | 3      | 2                         | −                    | 24 Sitze |
| 2014 | 8   | 9   | −   | 3      | 2                         | 2                    | 24 Sitze |
| 2020 | 9   | 6   | −   | 4      | 3                         | 2                    | 24 Sitze |

### Bürgermeister
| Amtszeit                | Name                                                              |
| ----------------------- | ----------------------------------------------------------------- |
| 1894–1907               | Friedrich Grahl                                                   |
| 1888–1894 und 1907–1909 | Jacob Aurnhammer                                                  |
| 1909–1912               | Ludwig Staudinger                                                 |
| 1912–1918               | Karl Kraft                                                        |
| 1918–1933               | Emil Otto Sommer                                                  |
| 1933–1945               | Andreas Güntner                                                   |
| 1946–1956               | Friedrich Korn                                                    |
| 1956–1984               | Hans Döbler                                                       |
| 1984–2008               | Wolfgang Herrmann (CSU)                                           |
| 2008–2020               | Werner Baum jun. (SPD)                                            |
| seit 2020               | Kristina Becker (CSU) gewählt am 15. März 2020 (Quellennachweis:) |

### Wappen
|  | Blasonierung: „Geviert; 1 und 4: silbernes und blaues Eisenhutfeh in drei Reihen; 2 und 3: in Silber ein springender roter Fuchs“ |
|  | |

### Gemeindepartnerschaften
Treuchtlingen unterhält folgende Partnerschaften:
- Die italienische Gemeinde Ponsacco (seit 2003)
- Die ungarische Stadt Bonyhád (seit 2011)

### IT-Infrastruktur mit freier Software
Im Jahr 2001 stellte die Stadtverwaltung Treuchtlingen mit Heinz-Markus Gräsing als IT-Leiter als bundesweit erste Stadt ihre Infrastruktur auf freie Software um. Zu diesem Zeitpunkt fiel der Umstieg zum Teil noch sehr schwer, da die IT-Branche nicht darauf vorbereitet war. Drei Jahre später, am 24. November 2004, feierte man mit den beteiligten Firmen das dreijährige Bestehen der neuen Infrastruktur unter dem Titel 1000 Tage Tux. Zu diesem Zeitpunkt gestand der Bürgermeister als einer der größten Kritiker erstmals ein, dass er den Schritt wieder tun und ab sofort die Migration unterstützen würde.
Aus den Migrationsbemühungen der Stadt Treuchtlingen und der daraus entstandenen Plattform Open-Government entwickelten sich viele Kooperationen, mit denen weitere Stadtverwaltungen bei diesem Schritt unterstützt werden konnten.

## Kultur und Sehenswürdigkeiten

### Bauwerke

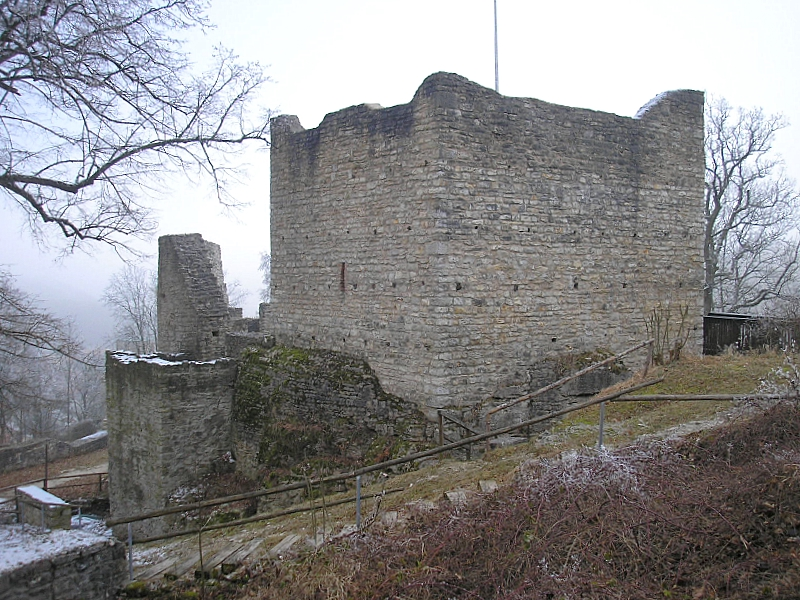
Obere Veste

- Das Stadtschloss aus dem 16. Jahrhundert ist ein ehemaliges Wasserschloss der Pappenheimer und Ansbacher. Dort wurde am 29. Mai 1594 der spätere Marschall im Dreißigjährigen Krieg, Gottfried Heinrich Graf zu Pappenheim geboren. Er fiel in der Schlacht von Lützen 1632. Auf ihn wird das Zitat aus dem Drama Wallensteins Tod von Friedrich von Schiller gemünzt: „Daran erkenn´ ich meine Pappenheimer“. Im Stadtpark von Treuchtlingen steht eine Replik eines Marterkreuzes, das der Graf am früheren westlichen Zugang zum damaligen Marktflecken errichten ließ.
- Die Burgruine Obere Veste, Burg Treuchtlingen, aus der ersten Hälfte des 12. Jahrhunderts wurde von der Fördergemeinschaft Burg Treuchtlingen e. V. seit 1974 in zahlreichen Aktionen saniert. Die bei Ausgrabungen freigelegten Fundstücke sind im Heimatmuseum zu besichtigen. Die Burgruine ist frei begehbar, an Wochenenden, zu denen die Burgstube geöffnet ist, kann auch der Bergfried erklommen werden. Von dort hat man einen guten Überblick über die Stadt.
- Das Museum Treuchtlingen ist eine ehemalige Posamentenfabrik und gegenüber dem ehemaligen Schloss untergebracht. Hier sind eine Dauerausstellung über die Burgruine Treuchtlingen sowie interessante Fundstücke von Ausgrabungen zurück bis in die keltische Geschichte zu sehen.
- Villa Rustica. Am südöstlichen Hang des Nagelbergs, in unmittelbarer Nähe des Weinberghofes, befinden sich die Überreste eines Gutshofes aus römischer Zeit.
- Lambertuskapelle (katholisch). Sie wurde im 9. oder 10. Jahrhundert erstmals erbaut, jedoch mehrmals zerstört. Der heutige Bau stammt aus den Jahren 1733/1734.
- Marienkirche (katholisch), 1933/34 aus einheimischen Jurabruchsteinen errichtet.
- Markgrafenkirche. Nach dem Tod des letzten Pappenheimers Gottfried Heinrich fiel der Markt Treuchtlingen an die Markgrafen von Brandenburg-Ansbach, später Brandenburg-Ansbach-Bayreuth, die der Reformation anhingen. 1757 ließ der Markgraf von Ansbach die protestantische Kirche nahe der Altmühl errichten. Das Gotteshaus wurde von 1998 bis 2002 renoviert.
- Kriegsgräberstätte am Nagelberg. Hier sind die rund 400 Toten des Bombenangriffes auf den Bahnhof von Treuchtlingen am 23. Februar 1945 sowie rund 2.100 andere gefallene Soldaten und zivile Opfer des Zweiten Weltkrieges bestattet.[17]
- Jüdischer Friedhof. Der 1773 angelegte und heute geschlossene Friedhof erinnert an die jüdische Gemeinde, die in Treuchtlingen über Jahrhunderte bestand und zu den bedeutendsten der Region zählte. Von Außen einzusehen sind das erhaltene Taharahaus, einige der teils aufwendig gestalteten Grabsteine sowie ein Mahnmal des einheimischen Künstlers Franz Peter Burger, das an die jüdischen Opfer der Gewaltherrschaft 1933 bis 1945 erinnert.

### Veranstaltungen
- Burgfest

Am dritten Wochenende im Juni findet alljährlich auf dem Platz unterhalb der Burgruine das Burgfest statt. Zu besonderen Anlässen, 1998 (100 Jahre Stadterhebung – 1000 Jahre Treuchtlingen), 2000 (25 Jahre Burgverein), präsentiert sich das Burgfest in historischem Gewand. Am 23. und 24. Juni 2007 fand ein Historisches Burgfest statt; Anlass war das 30. Burgfest.
- Treuchtlinger Volksfest

Beginn ist jeweils am zweiten Freitag im Juli. Das Fest dauert zehn Tage. Veranstaltungsort ist der Festplatz.
- Eber-Hart-Festival

Am ersten Septemberwochenende findet im Marmorwerk bei Treuchtlingen ein Open Air für Newcomerbands statt.
- Kulttour Treuchtlingen

Das Kneipenfestival findet seit 2009 einmal im Jahr am letzten Aprilwochenende statt.

### Parks
Im Kurpark sind Skulpturen und Plastiken zu sehen.

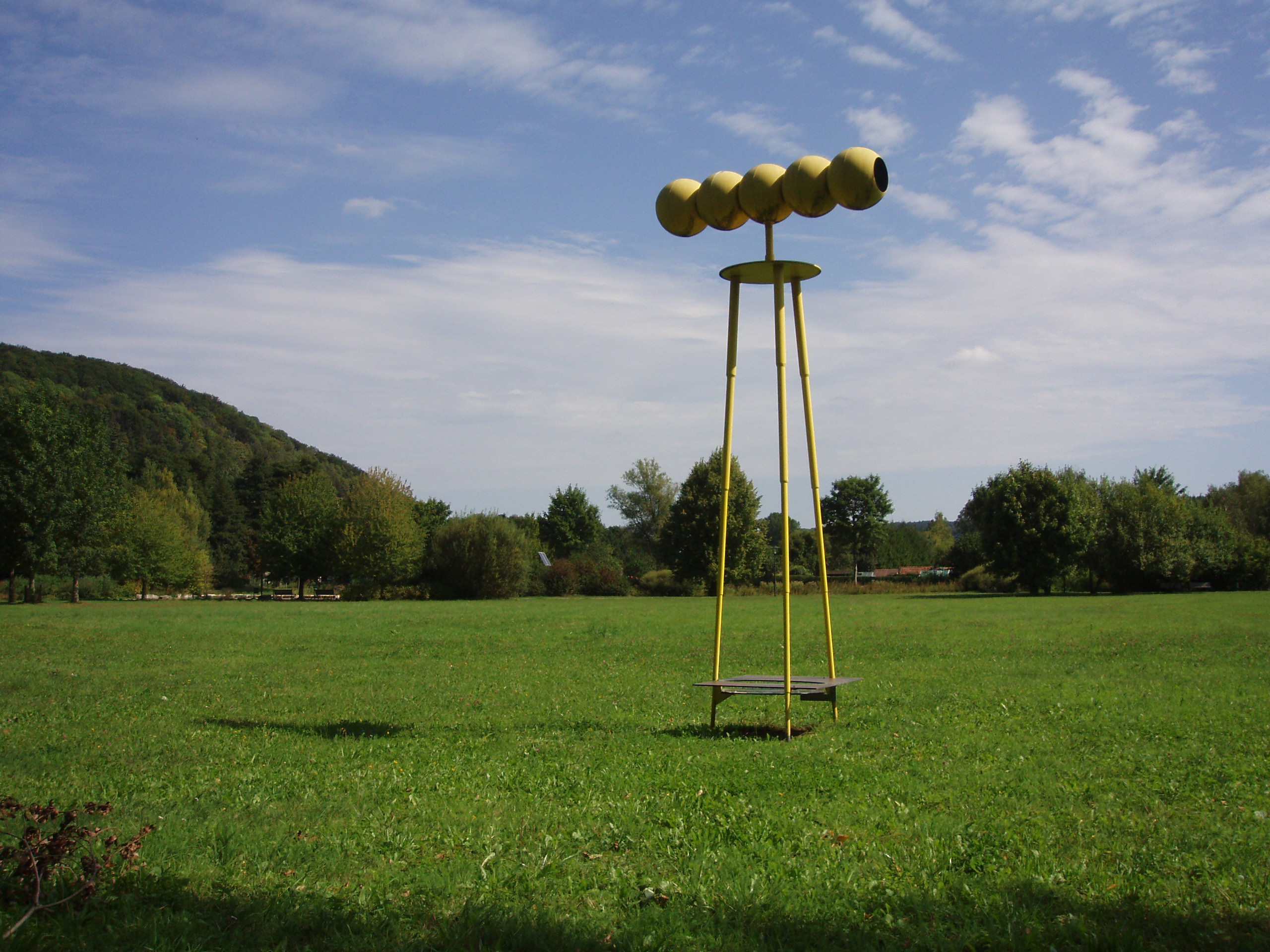
Kurpark Treuchtlingen
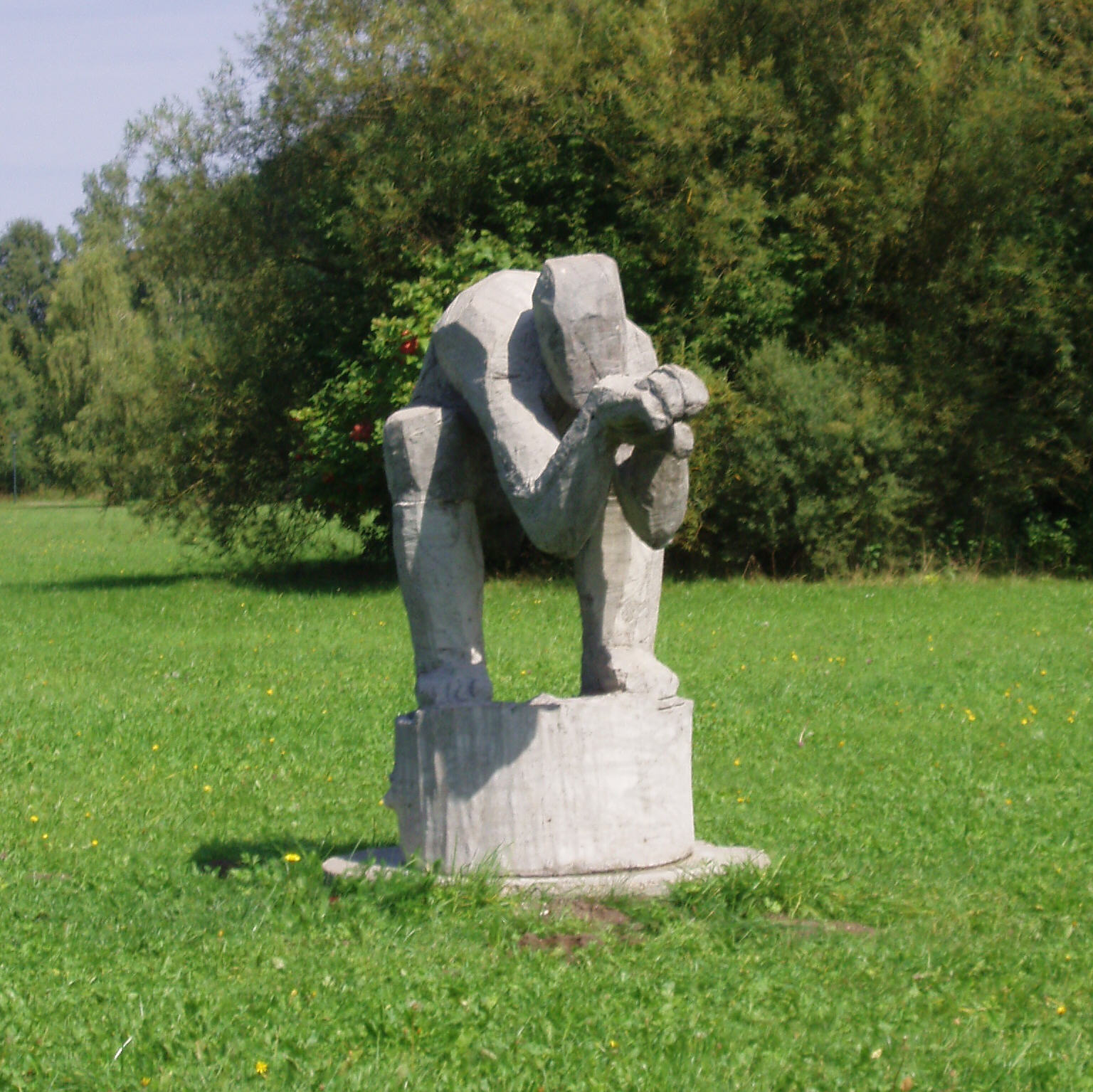
Lauernder von Christian Rösner
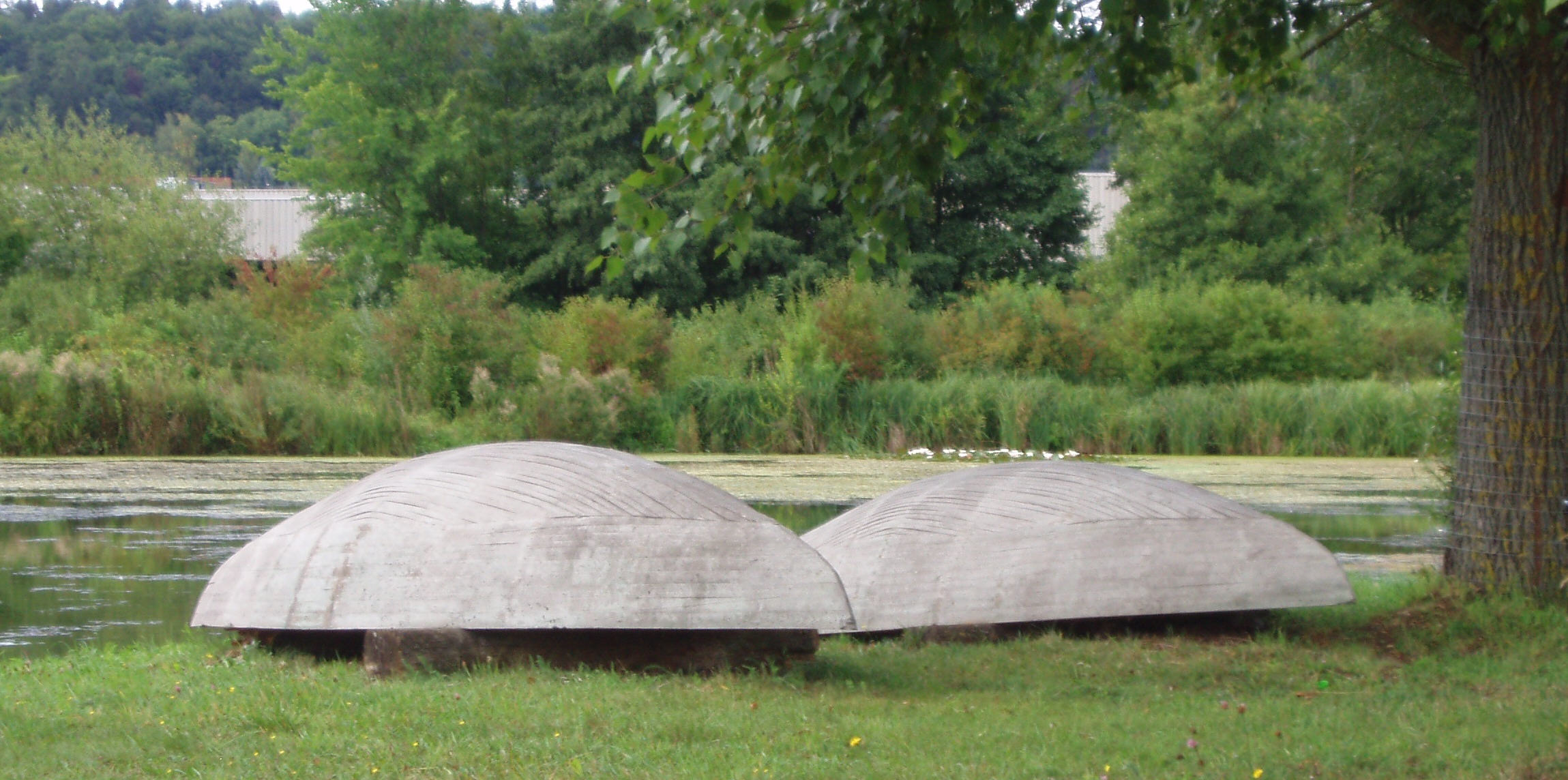
Kurpark Treuchtlingen
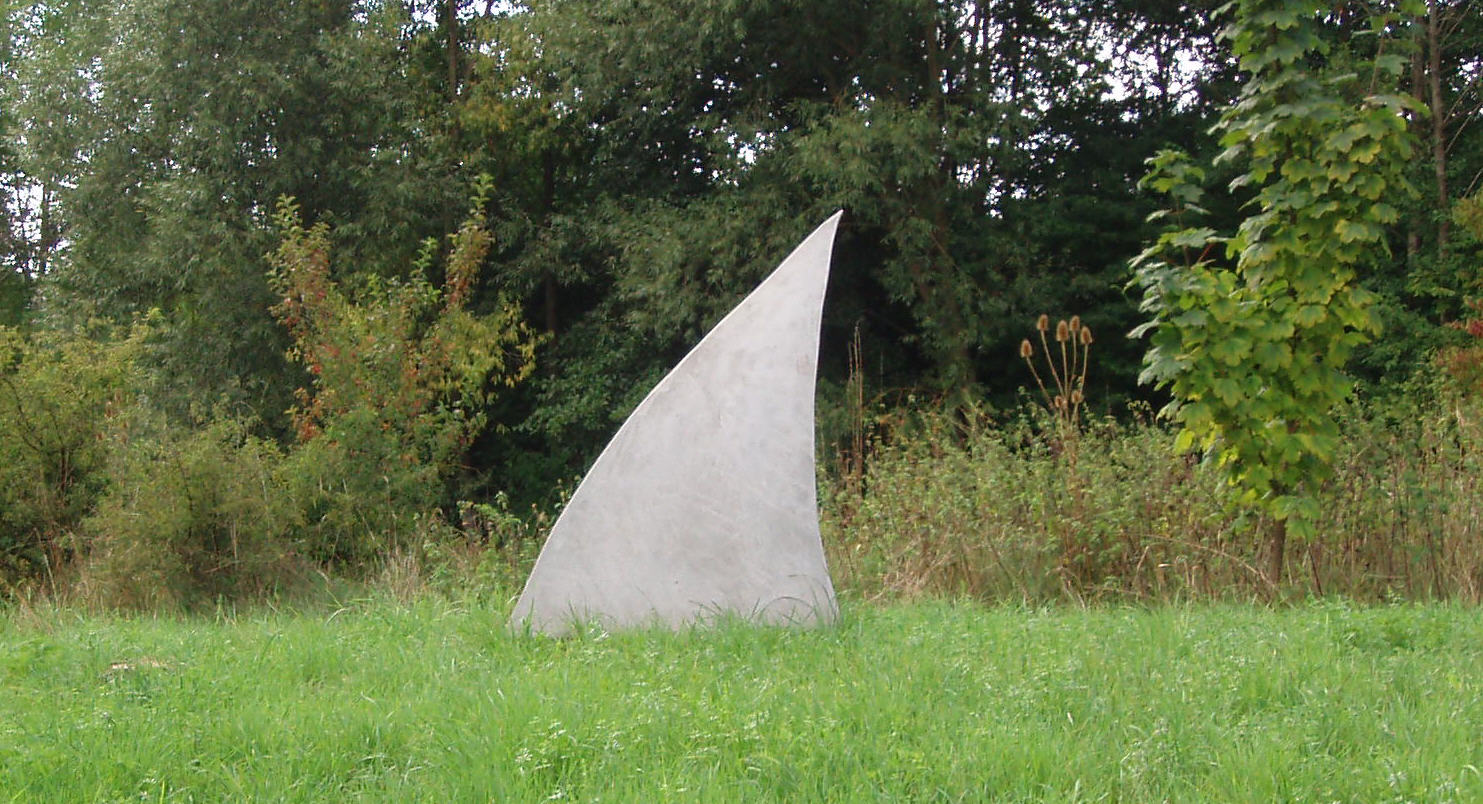
Kurpark Treuchtlingen

### Fotogalerie

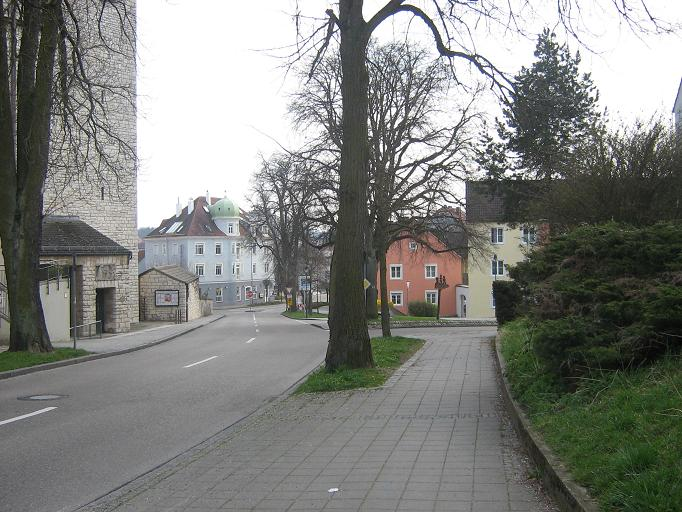
Bahnhofstraße, katholische Kirche
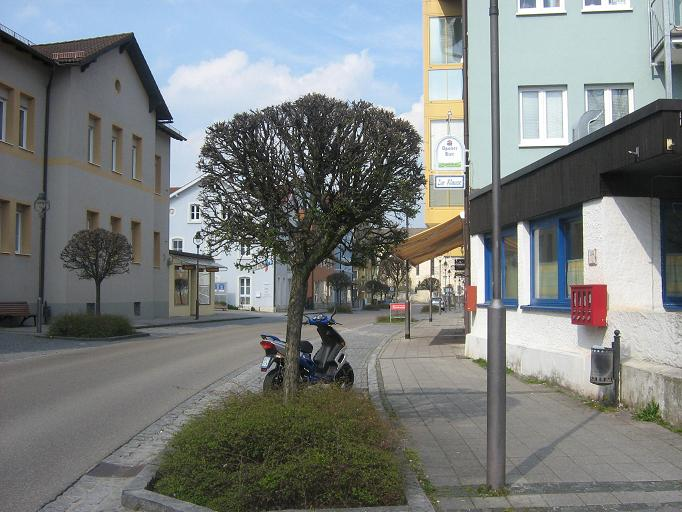
Zentrum, Bahnhofstraße
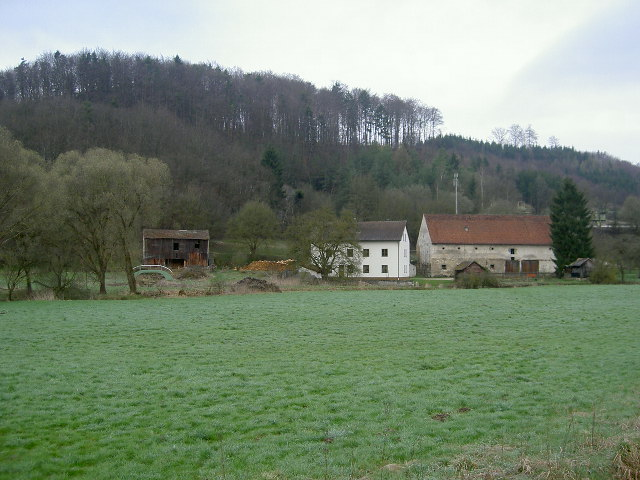
Sägmühle
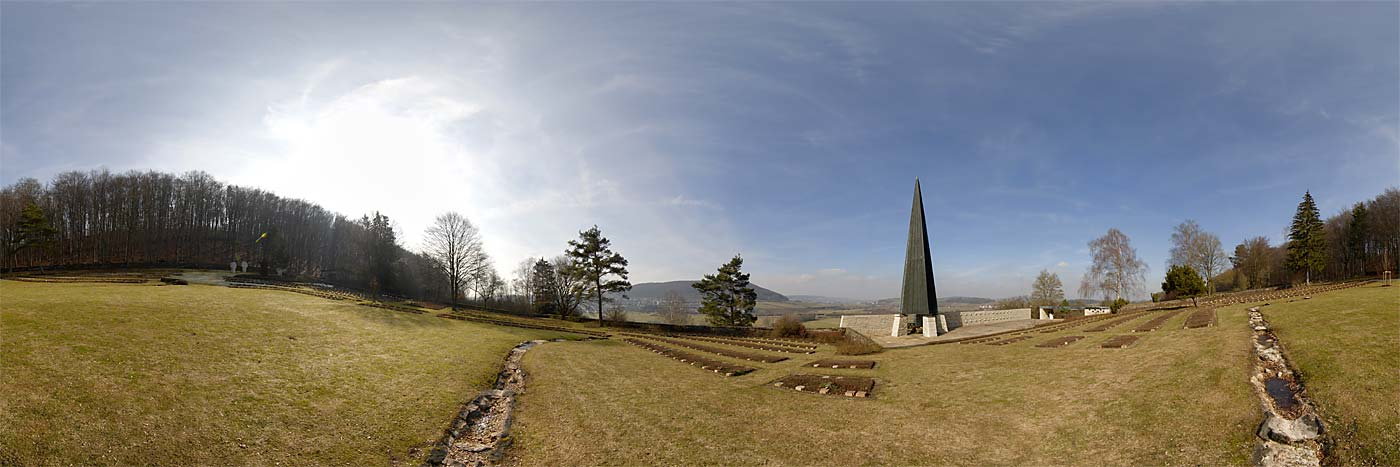
Kriegsgräberstätte Treuchtlingen
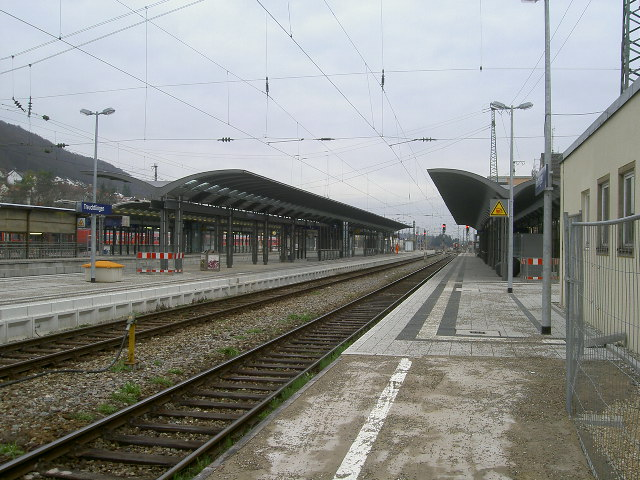
Bahnhof Treuchtlingen (2005)

## Wirtschaft und Infrastruktur

### Verkehr
Die Bundesstraße 2 läuft östlich in rund 2 Kilometer Entfernung an Treuchtlingen vorbei. Die Staatsstraßen 2216, 2217 und 2230 verbinden die Stadt mit den umliegenden Gemeinden.
Der Flughafen Nürnberg ist rund 75 Kilometer entfernt; außerdem gibt es einen Landeplatz in Treuchtlingen-Bubenheim.

#### Bahnverkehr

Schematische Darstellung des Eisenbahnknotens

Der Bahnhof Treuchtlingen ist ein bedeutender Eisenbahnknoten. Hier kreuzen sich die Strecken Treuchtlingen–Würzburg, München–Treuchtlingen (Altmühlbahn) sowie Donauwörth–Treuchtlingen und Treuchtlingen–Nürnberg. Nach der Eröffnung der Schnellfahrstrecke Nürnberg–Ingolstadt hat er an Bedeutung für den Personenfernverkehr verloren, bildet jedoch immer noch einen Knotenpunkt für den überregionalen Güterverkehr. Der Bahnhof gehört dem Verkehrsverbund Großraum Nürnberg an. Er wurde umfassend modernisiert und wird aktuell von Regionalzügen im BayernTakt wie auch von einzelnen InterCity- und InterCityExpress-Zügen bedient (Stand Juli 2011). Im lokalen Güterverkehr hat der Bahnhof seine ursprüngliche Bedeutung verloren, er dient seit Jahren nur noch zur Abstellung von Ganzzügen, hauptsächlich Autotransport- und Kesselwagen, die bei Bedarf aus Ingolstadt (Audiwerke und Raffinerien) abgerufen werden. In Treuchtlingen wird derzeit nur noch unregelmäßig Schotter verladen.

### Bildung und Forschung
Die Senefelder-Schule in Treuchtlingen, welche den Namen zu Ehren von Alois Senefelder trägt, ist eine staatliche kooperative Gesamtschule mit Mittelschule, Realschule und Gymnasium. Sie beherbergt rund 1.300 Schüler aus dem gesamten Landkreis Weißenburg-Gunzenhausen.
Im Oktober 2010 hat zudem die Hochschule für angewandtes Management den Betrieb aufgenommen. Erster Studiengang ist Sportmanagement.

### Gesundheitsversorgung
Das Treuchtlinger Stadtkrankenhaus wurde 1898 als Belegklinik gegründet. Die Einrichtung spezialisierte sich auf die Geriatrie (Akutgeriatrie und geriatrische Reha) und wurde zusammen mit der Altenpflege in Gesundheitszentrum Treuchtlingen umbenannt. 2018 wurde der Betrieb eingestellt. Die Bezirkskliniken Mittelfranken errichten eine Fachklinik für Psychosomatik mit 140 Betten.

### Wirtschaft
Im Jahr 2022 erzielte Treuchtlingen Einnahmen aus der Gewerbesteuer in Höhe von 7,04 Millionen Euro. Mit einem Gewerbesteuerhebesatz von 330 % zählt die Gemeinde zu den steuerlich attraktiven Standorten Deutschlands.

### Ansässige Unternehmen
- Altmühltaler Getränke, Getränkehersteller, seit November 2022 in Besitz von Aldi
- Stark. Lackiererei, Zulieferer der Automobilindustrie
- Treuchtlinger Marmorwerke, Gemeindeteil Haag. Steinbruch
- Alfmeier Präzision SE, Zulieferer der Automobilindustrie
- Franken-Schotter, Gemeindeteile Dietfurt und Möhren. Steinbruch
- Jura Marmorwerk Teich, Gemeindeteil Gundelsheim. Steinbruch
- Hans Hirschmann KG Bauunternehmung GmbH & Co, Straßen-, Kanal- und Hochbau
- KraussMaffei Technologies GmbH, Hersteller für Kunststoffmaschinen
- Wei/Tec GmbH, Werkstatt für Menschen mit Behinderung

### Ehemalige Unternehmen
- VC Limonadenfabrik Pledl (Produktionsende 31. Oktober 2014)
- KB-Kunststoffbeschichtung, Oberflächenbeschichtung und Formenbau

### Medien
- Die Tageszeitung Treuchtlinger Kurier, eine Lokalausgabe der Nürnberger Nachrichten sowie die Wochenzeitung Stadtzeitung Weißenburg